# Грэмм, Филип
Уильям Филип «Фил» Грэмм (англ. William Philip «Phil» Gramm; род. 8 июля 1942, Форт-Беннинг, Джорджия) — американский политик и экономист, сенатор-республиканец от штата Техас в 1985—2002 годах. Главный экономический советник и сопредседатель президентской кампании Джона Маккейна с лета 2007 по 18 июля 2008 года. Вице-президент инвестиционного подразделения швейцарского банка UBS.

## Биография
Уильям Ф. Грэмм родился 8 июля 1942 года в Форт-Беннинге, штат Джорджия, в семье Кеннета и Флоренс Грэмм, и рос городке Коламбус (Columbus). Вскоре после рождения Уильяма его отец был частично парализован в результате перенесённого инсульта. В 14 лет Уильям остался без отца и его мать Флоренс была вынуждена работать в две смены медсестрой в госпитале для ветеранов-инвалидов.
В 1961 году Уильям окончил Военную академию Джорджии (Georgia Military Academy), в 1964 году получил диплом Университета Джорджии (University of Georgia), а в 1967 году там же получил степень доктора экономики. В 1967—1968 годах Грэмм преподавал в Техасе и одновременно руководил деятельностью консультационной группы «Gramm & Associates».
В 1976 году Грэмм впервые баллотировался в Палату представителей, но не прошёл даже первичные партийные выборы. Однако через два года он победил и в январе 1979 году стал конгрессменом. В 1980 году Грэмм был успешно переизбран. В 1982 году перед очередным переизбранием Грэмма исключили из комитета по бюджету за поддержку налоговых реформ президента Рейгана. Грэмм подав в отставку и тут же выставил свою кандидатуру на новых выборах, но уже от Республиканской партии и был избран.
В 1984 году Грэмм баллотировался в Сенат США от республиканцев Техаса. Грэмм получил 58,5 % голосов, став первым в истории кандидатом-республиканцем, набравшим более 3 миллионов голосов избирателей. В 1990 году Грэмм был избран в Сенат на второй срок, набрав 60,2 % голосов избирателей, его поддержали 3 027 680 человек. В Сенате Грэмм работал в комитете по бюджету в 1989—2003 годах, а в 1995—2000 годах занимал пост председателя комитета по банковским, жилищным и городским вопросам (Committee on Banking, Housing, and Urban Affairs). В ноябре 1996 года Филип Грэм вновь был переизбран с Сенат, одолев Виктора Моралеса (Victor Morales). В декабре 2002 года, незадолго до окончания срока, он добровольно оставил Сенат.
В 1996 году Грэмм попытался стать кандидатом в президенты США от Республиканской партии. К этому шагу он начал готовиться заранее и уже к июлю 1994 года сумел собрать на свою предстоящую компанию 8 миллионов долларов. Неплохой старт кампании закончился провалом после потери Грэммом голосов избирателей штата Луизиана.
С лета 2007 по июль 2008 года Уильям Филип Грэмм работал старшим экономическим советником Джона Маккейна в ходе его избирательной кампании. После увольнения Грэмм занял пост вице-президента инвестиционного подразделения UBS.

## Законодательная деятельность
При непосредственном участии Фила Грэмма были приняты, в частности, следующие законодательные акты США:
- Закон о сбалансированном бюджете и контроле за дефицитом в чрезвычайных условиях (Закон Грэмма — Рудмана — Холлингса).
- Закон о финансовой модернизации (Закон Грэмма — Лича — Блайли).

Многие экономисты склонны считать, что именно инициированный Грэммом Закон Грэмма — Лича — Блайли (Gramm-Leach-Bliley Act) стал одной из главных причин глобального финансового кризиса 2008 года. Однако сам Филип Грэмм отрицает это утверждение.
- Закон о модернизации товарных фьючерсов.

Считается, что именно положения этого закона привели к скандальному банкротству компании Enron. Жена Грэмма, Уэнди Ли Грэмм, была в то время членом совета директоров Enron и фигурировала во многих судебных разбирательствах, хотя и не была обвинена.

## Цитаты
«Кризис у людей в головах. Наша нация превратилась в нытиков».— Июль 2008 г.

«В экономике эксплуатация труда определяется как оплата людям меньше, чем предельный продукт их труда. Я недавно сказал Эду Уитэкру [бывшему президенту АТТ, который ушел на пенсию с выплатой премиально-пенсионного пакета размером 158 миллионов долларов], что он самый эксплуатируемый человек на свете. Его пенсионный пакет должен быть несколько миллиардов».

## Отзывы современников
- CNN поместила Фила Грэмма на 7 место в списке 10 человек, наиболее ответственных за кризис.

Фил Грэм — это самая важная причина нынешнего финансового кризиса.— Майкл Донован, юрист Комиссии по ценным бумагам и биржам США (SEC).

Грэмм — верховный жрец дерегулирования рынков, человек № 2 (первый — А.Гринспэн), ответственный за кризис.— Пол Кругман, лауреат Нобелевской премии по экономике (2008).

## Работы
- Gramm, William P. Laissez-Faire and the Optimum Quantity of Money (англ.) // Economic Inquiry[англ.] : journal. — 1974. — Vol. 12, no. 1. — P. 125—132. — doi:10.1111/j.1465-7295.1974.tb00232.x.